# 杨婷
杨婷（1973年—），回族，河北邯郸人，中国大陆女导演，1995年毕业于中央戏剧学院表演系，2005年开始导演戏剧。

## 作品列表

### 戏剧演员作品
- 恋爱的犀牛 饰 红红
- 这一夜Women说相声
- 堂吉诃德
- 他没有两个老婆
- 关于爱情归宿的最新观念
- 第一次亲密接触
- 臭虫
- 盗版浮士德

### 戏剧导演作品
- 圣井
- 切·格瓦拉(女性版)
- 借我一个男高音
- 新娘 (话剧)[1]

### 电影演员作品
- 像鸡毛一样飞[2]